# Piotr Siemion
Piotr Siemion (ur. 12 lipca 1961  we Wrocławiu ) – polski prozaik, tłumacz, z zawodu prawnik .
Felietonista pisma „brulion”  i tygodnika „Ozon”, tłumacz literatury amerykańskiej (m.in. powieści Thomasa Pynchona  49 idzie pod młotek (1990, nagroda „Literatury na Świecie”), Sumy wszystkich strachów Toma Clancy’ego, Grendela Johna Gardnera ).
Od września 2021 r. felietonista portalu TrueStory.pl.

## Życiorys
Ukończył IX Liceum Ogólnokształcące im. Juliusza Słowackiego we Wrocławiu w 1980 roku, a następnie w 1985 roku anglistykę na Uniwersytecie Wrocławskim . W 1988 roku wyjechał do USA jako stypendysta Fundacji Fulbrighta , gdzie skończył wydział prawa na Uniwersytecie Columbia  . W latach 1988–2000 mieszkał w USA i Kanadzie .
W latach 90. XX wieku pracował dla Netii . W latach 1997–2003 pracował jako prawnik w kancelarii Weil, Gotshal & Manges w Nowym Jorku i Warszawie  . Do 2005 roku pracował w Sovereign Capital . Od 2006 do 2008 roku był dyrektorem naczelnym departamentu ds. telekomunikacji spółki KGHM Polska Miedź   , był również od 2006 roku członkiem rady nadzorczej Telefonii Dialog  . W 2010 roku został dyrektorem w Biurze Grupy Kapitałowej PKN Orlen . Obecnie jest sekretarzem rady nadzorczej Orlen Laboratorium.
Autor powieści Niskie Łąki   (2000 ), Finimondo   (2004), zapisków Dziennik roku Węża  oraz Bella Ciao (2022).
Waldemar Krzystek dokonał adaptacji teatralnej powieści Niskie łąki, jego sztuka miała premierę we Wrocławskim Teatrze Współczesnym .